# 孫之儁
孫之儁（1907年—1966年），字近之，筆名之俊。河北藁城縣人。中國二十世紀前期畫家，畢業於北平國立藝術專科學校西畫系，尤以漫畫，連環畫，水彩畫等著名，發表漫畫作品餘四千幅，連環畫三十餘種。

## 生平
当时“南有叶浅予，北有孙之儁”。因創作《武訓畫傳》而牽連於中華人民共和國成立後第一宗文化批判案－對電影《武訓傳》的批判，而後更名孫信，停止漫畫創作，在做美術教師的業餘時間從事連環畫創作。1966年文革中被抄家並趕回原籍，9月5日深夜或6日凌晨，自縊於老家院內葡萄架下。粉碎“四人帮”后平反昭雪，他的作品又陆续重新发表。1996年7月纪念武训逝世100周年，上海三联出版社出版了《武训画传》。